# Ormyrus diversus
Ormyrus diversus är en stekelart som beskrevs av T.C. Narendran 1999. Ormyrus diversus ingår i släktet Ormyrus och familjen kägelglanssteklar.
Artens utbredningsområde är Filippinerna. Inga underarter finns listade i Catalogue of Life.